# 6
6 (VI) je bilo navadno leto, ki se je po julijanskem koledarju začelo na petek.

## Dogodki
- gradnja rimskih fortifikacij označi začetek današnjega mesta Wiesbaden.
- Judeja postane rimska provinca.